# El olvido (álbum)
El Olvido es el cuarto disco de la banda de rock peruano Campo de Almas lanzado en 2009.
El Olvido, no se parece a nada que hayan hecho antes. Editado en 2009 bajo OzRecords, este disco es un salto al vacío, un adiós a las distorsiones punk de sus días de Sex Pistols y Ramones, y una bienvenida a un universo acústico donde mandolinas, banjos y guitarras desenchufadas tejen un tapiz folk que huele a Bob Dylan, Los Secretos, The Pogues  y noches estrelladas. Producido por Luis “Wicho” García (Mar de Copas) en su última colaboración con la banda, El Olvido es un disco conceptual que explora las cicatrices del amor perdido, y aunque su promoción se vio truncada por una pausa forzada, este trabajo se perfila como uno de los más queridos y esenciales de la banda.
Formada por Esteban Gayoso (guitarra, mandolina, banjo), Benjamín Gayoso (bajo,), Gabriel Sotillo (voz) y Álvaro Fernández (batería), Campo de Almas se despoja de su armadura eléctrica para abrazar un sonido acústico que sorprende por su valentía y profundidad. El Olvido no es solo un cambio de estilo; es una reinvención total. Canciones como “El Solitario”, el tema titular, son un puñetazo al corazón, con la mandolina de Esteban llorando sobre una melodía que evoca a Dylan en su etapa más introspectiva. “Cuenta Regresiva Cósmica” es un viaje psicodélico, con un ritmo folk-rock que te lleva a una galaxia donde el amor y el olvido se enfrentan en un duelo eterno. Y luego está “Es Difícil”, compuesto por Benjamín Gayoso, una balada cruda que destila vulnerabilidad y se clava como un cuchillo.
Este disco es un concepto, una terapia sonora que desmenuza las etapas del olvido en una relación sentimental. Cada canción —desde la nostálgica “Soledad” hasta la poética “Camino Claro”— es una viñeta independiente, pero todas comparten un hilo emocional: el dolor, la aceptación, la liberación. “El Olvido” y “Platónica” muestran el lado más romántico, mientras que “El Regreso” y “Un Adiós” cierran el ciclo con una mezcla de resignación y esperanza. Las letras, en su mayoría de Esteban Gayoso con aportes de Wicho García, son pura poesía, escritas como si la banda hubiera destilado sus almas en cada verso.
La producción de Wicho García es un prodigio de sutileza. Grabado con un enfoque minimalista, el disco deja que los instrumentos acústicos —el banjo y la mandolina de Esteban, el bajo cálido de Benjamín, los ritmos delicados de Fernández— hablen por sí mismos. La voz de Sotillo, más expresiva que nunca, navega entre la ternura y la desesperación, convirtiendo cada tema en un confesionario. Este es, sin duda, uno de los álbumes mejor producidos de Campo de Almas, un testamento a la química entre la banda y García, que aquí se despide tras cuatro discos juntos.
Pero el destino jugó una carta cruel. Justo cuando El Olvido estaba listo para ser lanzado al mercado, Gabriel Sotillo tuvo que viajar a España por dos años, forzando una pausa que detuvo la promoción del álbum. Las radios, atrapadas en su burbuja pop, ignoraron joyas como “Cuenta Regresiva Cósmica” y “Es Difícil”, y dejó al disco sin la difusión que merecía. Sin embargo, como el buen vino, El Olvido ha madurado con el tiempo. Los fans, la fiel “Lista de Almas”, lo han abrazado como un clásico, y temas como “El Olvido” y “Soledad” se han convertido en himnos para los corazones rotos y las almas inquietas.
El Olvido es un disco que desafía expectativas y recompensa a quienes se atreven a escucharlo. Campo de Almas ha creado algo único: un álbum que combina folk, rock y poesía con una honestidad brutal. Es el canto de una banda que no teme cambiar, que escribe desde las entrañas y que, a pesar de los obstáculos, sigue siendo un faro para el rock peruano. Cómprenlo, escúchenlo, déjenlo crecer en ustedes. Este es el sonido del olvido, y es inolvidable.

## Lista de canciones
1. «El Olvido» (E. Gayoso/L. García)
2. «Soledad» (E. Gayoso/L. García)
3. «Cósmica» (E. Gayoso/L. García)
4. «La Historia Entre Los Dos» (E. Gayoso/L. García)
5. «El Regreso» (E. Gayoso/L. García)
6. «Un Adiós» (E. Gayoso)
7. «El Solitario» (E. Gayoso/L. García)
8. «Es Difícil» (B. Gayoso)
9. «Platónica» (E. Gayoso/L. García)
10. «Camino Claro» (E. Gayoso/L. García)
11. «Cuenta Regresiva» (E. Gayoso/L. García)

- Datos: Q5822671

Personal
- Álvaro Fernández : Bastería
- Benjamín Gayoso : Bajo, Bajo 5 cuerdas, coros
- Esteban Gayoso : Guitarras, Banjo, Mandolina, coros
- Gabriel Sotillo, Voz

Músicos Invitados :
- Luis Wicho García : Teclados, programaciones, coros
- Diego Rodriguez : Violin